# Atomizador

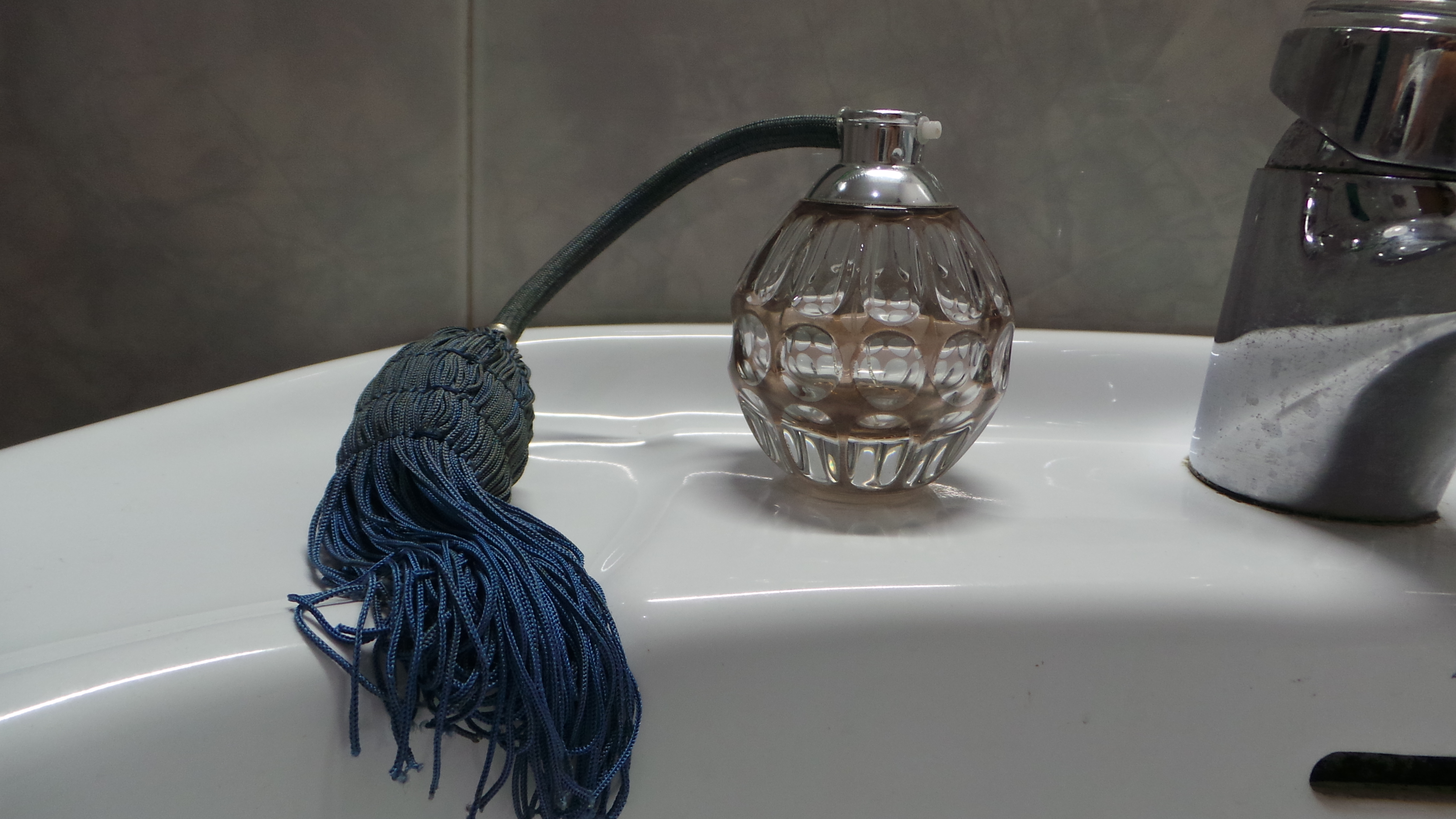
Ejemplo de un pulverizador

Un pulverizador o atomizador (también, spray o rociador) es un utensilio que se emplea para producir una fina pulverización de un líquido, mediante una bomba manual (de pera de goma o de émbolo), basándose en la aspiración debida al efecto Venturi[cita requerida].

## Principio de funcionamiento

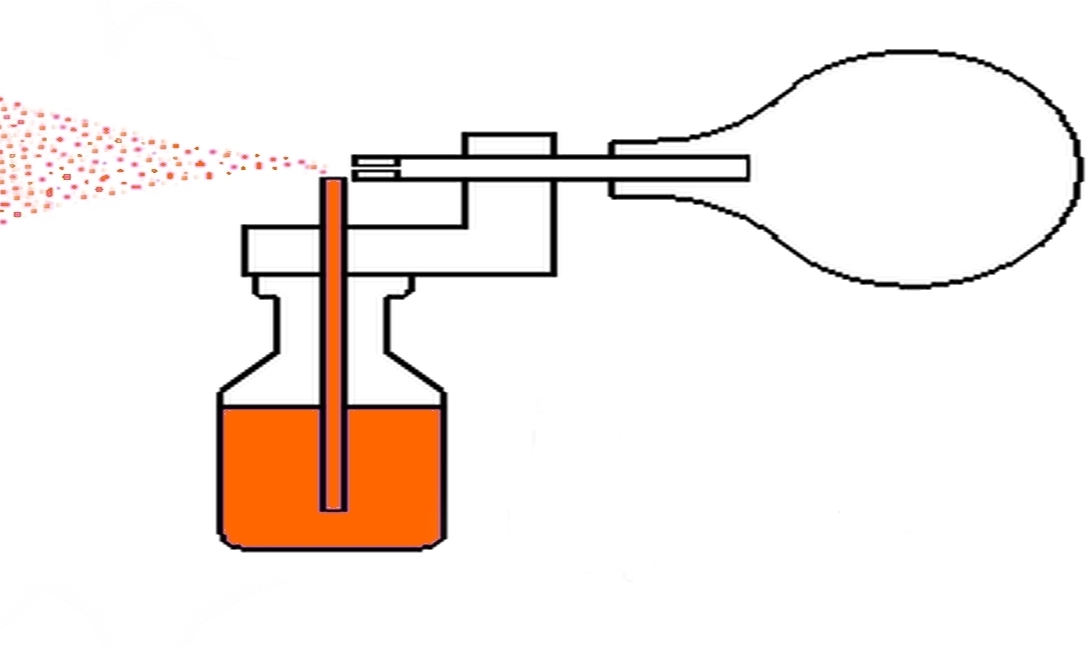
Principio de funcionamiento de un pulverizador

Cuando se inyecta aire a presión a través de un tubo que disminuye de sección, sufre una velocidad, lo que reduce la presión en el punto más estrecho (debido al principio de Bernoulli).
La presión reducida absorbe, a través de un tubo estrecho, el líquido del recipiente inferior (de hecho puede estar en cualquier posición mientras llegue el líquido al orificio), debido a la diferencia de presión existente entre los dos puntos, y lo proyecta hacia delante en forma de una fina lluvia de pequeñas gotas (no de átomos a pesar del nombre).

## Uso
Los atomizadores se utilizan para rociar perfumes, para la aplicación de pintura, en los carburadores y sistemas de inyección de combustible, en el planchado y en las instalaciones de secado por atomización, entre otras aplicaciones. Durante la pandemia de COVID-19, su uso se ha masificado para la aplicación de alcohol en las manos.[cita requerida]